# Уол, Лиз
Лиз Уол (англ. Liz Wahl; род. 27 мая 1985) — американская журналистка.
С 2011 по 2014 год была корреспондентом российской телевизионной сети «Russia Today», которую покинула со скандалом и обвинениями ресурса во лжи и антиукраинской пропаганде.

## Биография
Уол родилась на военно-морской базе Субик-Бэй на Филиппинах. Мать филиппинка, отец — американец венгерского происхождения. Выросла в штате Коннектикут. Лиз закончила Фэрфилдский университет. Её бабушка и дедушка по отцу были беженцами из Венгрии, бежавшими от советского нашествия во время Венгерской революции в 1956 году.

## Карьера

### RT America
Уол работала в отделении RT в Соединенных Штатах более двух лет.
Она и её коллега Эбби Мартин начали критиковать публикацию RT о происходящем в Крыму в эфире 3 марта 2014. 5 марта 2014 года Лиз отошла от прописанного сценария и отказалась от работы на RT во время своего прямого эфира.
В RT America ответили, назвав действия Лиз Уол «Ничем иным, как трюк саморекламы». Видео об отставке Уол немедленно приобрело вирусный характер в Интернете с миллионами просмотров на YouTube. Она появилась на трёх основных американских новостных площадках — CNN, Fox News Channel и MSNBC, была приглашена появиться в The View, а также на шоу Андерсона Купера и Стивена Кольбера для дополнительных интервью.
Барбара Уолтерс сначала высказала критику по отношению к Уол, сказав, что к ней не следует относиться как к герою, но позже Уолтерс отказалась от такого своего мнения и высоко оценила усилия Уол.
Макс Блюменталь и Рания Халек написали статью для «Truthdig», в которой отметили, что Лиз Уол работала с Внешнеполитической инициативой. Твиты, разосланные об отставке Уол из учетной записи организации, предупреждали, что «что-то большое может случиться на RT примерно через 20-25 минут», призывая зрителей настроиться на эфир этого телеканала. В июле 2014 года репортёр Сара Ферт из лондонского бюро RT уволилась по аналогичным причинам, что и Уол.

### Дальнейшая карьера
С 2015 года Уол является корреспондентом Newsy, где она занимает нишу углубленных отчетов и занимается документальными фильмами о цифровой дезинформации, иностранном вмешательстве в демократические выборы и подъеме политического экстремизма. Ей было предложено выступить на международной основе и рассказать о медиаграмотности, защите демократических выборов и создании кибер-устойчивости.
В январе 2019 года Уол объявила о желании выдвигать свою кандидатуру на выборах 2020 года в Палату представителей США по 23-му конгрессному округу Техас. Было объявлено, что она будет баллотироваться как демократ.